# Alice Mogwe
Alice Mogwe, née en 1961, est une juriste originaire du Botswana. Elle a étudié au Royaume-Uni et en Afrique du Sud. Elle est la fondatrice et la directrice depuis 1993 d'une association pour les droits de l'homme : Ditshwanelo. L'objectif de cette association est la défense des droits humains, sous toutes ses formes et principalement en Afrique : elle lutte pour les libertés politiques, l'abolition de la peine de mort, les minorités, les droits des femmes et des enfants, des homosexuels, des réfugiés et émigrés, des expulsés, des travailleurs domestiques. Alice Mogwe a été élue en 2019 présidente de la Fédération internationale des ligues des droits de l'homme (FIDH). Elle est également active au sein d'autres organisations internationales. En 2022, Alice Mogwe a été réélue au poste de présidente de la FIDH.

## Biographie

### Famille et études
Alice Mogwe est née le 14 février 1961 à Molepolole, ville moyenne du Botswana où elle a passé son enfance et où elle réside encore. Issue d'une famille assez aisée, elle épouse en 1991 Ruud Jansen, d'origine Hollandaise, dont elle a trois enfants (Marc Mogwe-Jansen, Bahumi Mogwe-Jansen et Mosele Mogwe-Jansen). Elle est de confession anglicane et pratiquante. Elle parle couramment l’anglais et le setswana qui est sa langue maternelle.
Après une scolarité primaire à Molepolole, Alice Mogwe est partie étudier au collège d’Oxford en Angleterre où son père enseignait.
En 1982, elle a commencé une formation universitaire en Afrique du Sud, pendant l’apartheid, à la faculté du Cap. Elle y a étudié le droit romain. En 1985 et 1988, elle a préparé un mémoire sur les femmes battues et elle s'est spécialisée en criminologie. Elle a poursuivi ses études à l’Université de Kent au Royaume-Uni en droit et en économie sociale. Elle a enfin préparé une thèse en Droit à propos de l'accès à la justice pour les pauvres en Inde, enquêtant plusieurs mois dans ce pays. Depuis 1989, Alice Mogwe est une juriste de métier et devient une avocate spécialisée dans les affaires d'injustice.

### Engagements
Ditshwanelo, qui veut dire « droits humains » en langue setswana, est le nom de l’organisation non gouvernementale (ONG) fondée en 1993 par Alice Mogwe avec un groupe de personnes de même sensibilité en matière de justice. Ses modes d’action sont notamment : apport d'aides, de conseils juridiques, de formations, de visites, de conférences, de commémorations, de publications, de pétitions, etc.
L'organisation lutte pour l’abolition de la peine de mort encore appliquée au Botswana ainsi que dans 19 autres États africains. Elle dénonce également les conditions inhumaines dans lesquelles les prisonniers sont exécutés. Alice Mogwe et son association dénoncent également des manquements aux libertés politiques fondamentales. 
Ditshwanelo fait partie des ONG les plus importantes traitant des groupes minoritaires tels que les Basarwas (autrement appelés les San ou les Bochimans suivant les langues et les pays). Les Basarwas sont environ 100 000 et vivent jusqu’à présent dans une réserve « naturelle » qui leur est affectée dans le désert du Kalahari entre le Botswana, la Namibie et l’Afrique du sud.
Alice Mogwe lutte également pour l'accompagnement à la reconduction des réfugiés des régions sud-africaines dans leurs pays d’origine. Le Botswana compte environ 3000 personnes reconnues comme réfugiées et plus de 200 demandeurs d’asile. Ces immigrés venus essentiellement du Zimbabwe ont été contraints de quitter leurs pays à cause d’un climat politique et économique très difficile.
Alice Mogwe insiste pour que les pays du sud de l’Afrique assouplissent leurs lois et qu’ils adoptent les réglementations internationales et qu'ainsi les réfugiés puissent revenir chez eux. Alice Mogwe dénonce aussi le fait que les immigrés et réfugiés ne bénéficient pas de soins médicaux et notamment de dépistage du SIDA.
Dans de nombreux congrès, elle intervient pour réclamer la construction d’écoles dans les camps de réfugiés, là où l’éducation des plus jeunes est totalement négligée. Elle a pour cela obtenu l’appui du Haut Commissariat des Nations unies pour les réfugiés en 1993.
Alice Mogwe réclame des mesures préventives contre la xénophobie envers les ressortissants de ces pays au Botswana, surtout envers ceux du Botswana et du Zimbabwe. Elle demande qu’une distinction claire et officielle soit créée entre demandeurs d’asile politique et réfugiés. Elle est intervenue également sur le cas de réfugiés namibiens au Botswana.
Les travailleurs domestiques sont assez nombreux en Afrique. Ces travailleurs domestiques travaillent surtout en ville, dans des familles relativement aisées ou expatriées, sous le statut de « membres de la famille ». C’est ce qu’a dénoncé Alice Mogwe après une enquête de son association entre 1996 et 2004. Ces travailleurs sont souvent peu payés, simplement nourris et blanchis, ce qui viole le code du travail. Ils sont souvent logés sur place de manière très précaire et travaillent au-delà des horaires légaux, parfois plus de 10 heures par jour avec un seul jour de repos hebdomadaire et très peu de jours fériés au cours de l’année. Ces conditions difficiles qui confinent à l’exploitation, sont rappelées dans plusieurs rapports de Ditshwanelo. L’association agit aussi en conseillant et en intervenant aussi lors de procès. Une communication a été faite à ce sujet en 2010 à l’ILO (Organisation internationale du travail) de l’ONU qui œuvre pour faire évoluer les lois sur le travail, sujet à de nombreux abus.
Alice Mogwe et son association dénoncent une inégalité encore très flagrante dans les pays du SADC (Southern African Development Comunity). Elle a aussi participé aux rares avancées de la législation notamment sur le Mariage Act de 2001. Cependant Alice Mogwe ainsi que ses autres partenaires ne relâchent pas la pression ; une convention sur l’élimination de toutes formes de discrimination à l’égard des femmes (CEDAW) a été rédigée et proposée aux États du SADC en 2007 et finalement ratifiée. Le « protocole de Maputo » est relatif aux droits des femmes en Afrique auquel Alice Mogwe a participé.
Agissant pour défendre toutes les minorités discriminées, Alice Mogwe et son association Ditshwanelo se sont alliées à d’autres associations comme Lesbians, Gays and Bisexuals of Botswana (LeGaBiBo).

#### Missions

##### Nationales et régionales
Ditswhanelo participe à plusieurs organisations régionales africaines comme :
- SADC-CNGO (Conseil des organisations non gouvernementales pour la Communauté de développement des pays sud-africains)
- AACC (All Africa Conferences and Churches) dont le siège est à Nairobi au Kenya.
- OSISA (Open Society Initiative for Southern Africa) Kinshasa – R. D. du Congo

Et des organismes du Botswana comme :
- BOCONGO ( Botswana Council of Non Governmental Organizations).
- SKILLSHARE dont le siège est à Gaborone.
- Coalition des Associations pour les négociations sur la réserve du Kalahari central
- BOCISCOZ (Coordinator of Botswana Civil Society Solidarity Coalition on Zimbabwe)
- Projet auprès du gouvernement du Botswana à propos des anciens mineurs qui ont contracté la silicose durant l'apartheid dans les mines d'or d'Afrique du Sud (Miner's Association).
- CHRSNAP (Comprehensive Human Rights Strategy National Action Plan), recommandation pour le gouvernement du Botswana.
- UPR NGO Working Group, Ditshwanelo est le lien entre le gouvernement du Botswana et le CHRSNAP

##### Internationales
Alice Mogwe a été déléguée puis a exercé pendant trois ans le poste de secrétaire générale de la FIDH, et en a été élue présidente le 24 octobre 2019, pour une durée de trois ans, par les organisations membres. Elle succède à l’universitaire et militant grec Dimitris Christopoulos.
Ditshwanelo est membre affilié de la Fédération internationale des Ligues des droits de l’homme qui est un organisme qui rassemble les ligues de plus d’une centaine de pays. La FIDH dispose d’un statut consultatif auprès de l’ONU et de l’UNESCO. 
Ditshwanelo est aussi membre des associations internationales telles que :
- UNICEF (Fonds des Nations unies pour l’enfance) avec la CIDE (Convention internationale des droits de l’enfant, adoptée en 1989 à New-York).
- LPRI (Life and Peace Research Institute) Uppsala, Suède.
- CCIA (Churches’ Commission on International Affairs) dont le siège est à Genève.

## Prix, récompenses et distinctions
- Reconnaissance de la contribution en tant que leader de l’avant-garde des femmes du Botswana par le gouvernement des États-Unis, le 9 mars 2005 ;
- Chevalier de l’Ordre national du Mérite, le 8 décembre 2005 ;
- Prix du rapprochement de David Rockefeller d’Afrique, octobre 2010 ;
- Prix des droits de l’homme de la Commission nationale consultative des droits de l'homme, octobre 2012.